# Namys Ałmaty
Namys Ałmaty (kaz. Намыс Алматы Футбол Клубы) – kazachski klub piłkarski z siedzibą w Ałmaty.

## Historia
Klub został założony w 1992 jako Namys Ałma-Ata. W 1993 debiutował w Kazachskiej Wysszej Lidze, w której zajął 23 miejsce. Od sezonu 1994 występował w Birinszi liga.

## Sukcesy
- Priemjer-Liga: 23. miejsce (1993)
- Puchar Kazachstanu: 1/8 finału (1994)